# Verzorgingsplaats De Beerze
Verzorgingsplaats De Beerze is een verzorgingsplaats aan de Nederlandse A67 tussen aansluiting Hapert en de Belgische grens in de richting Antwerpen. Dit is de laatste parkeerplaats voor de Belgische grens. De verzorgingsplaats ligt in de gemeente Bladel.
Richting Duisburg: Het Goor · Meelakkers · Het Gevlocht · Deersels · Zwartewater
Richting Antwerpen: Venlose Heide · Reunen · De Slenk · Helenaveen · De Leysing · Oeijenbraak · Oeienbosch · De Beerze